# Juan de Montanos Blázquez
Juan de Montanos Blázquez fue un militar que ejerció como gobernador de Cuba entre 1654 y 1656.

## Biografía
Juan de Montanos Blázquez nació a principios del siglo XVII. Durante su juventud, se unió al Ejército Español, donde logró destacar y alcanzar el grado de Maestre de campo. En 1654 fue nombrado gobernador de Cuba. Durante su administración,  en 1656, se hizo prever una supuesta amenaza inglesa sobre Cuba, pues la Corona inglesa quería invadir el archipiélago. Así, se decidió construir una muralla alrededor de La Habana, mientras que los situados van aumentando en México. Tras la invasión inglesa de Jamaica española (1655) sus vecinos y guarnición se deben trasladar a Cuba y se refuerzan las guarniciones de la capital cubana. Montanos Blázquez fue destituido del gobierno cubano en 1656, siendo sustituido por Diego Rangel.